# アルフレート・ヴェーゲナー

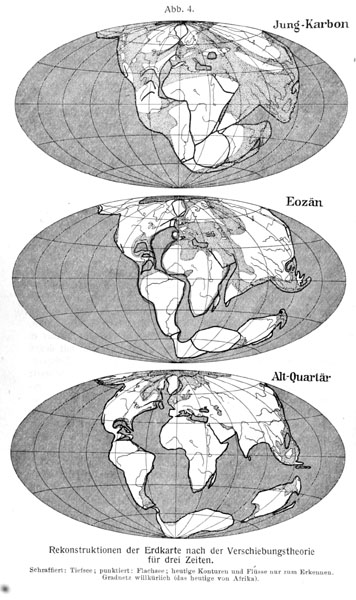
『大陸と海洋の起源』第4版（1929年）より

アルフレート・ロータル・ヴェーゲナー（Alfred Lothar Wegener、1880年11月1日 - 1930年11月2日もしくは11月3日）は、大陸移動説を提唱したドイツの気象学者。現在でいう地球物理学者である。1908年からマールブルク大学で教鞭を執り、1924年にオーストリアのグラーツ大学の教授に就任した。
義父（妻の父親）は「ケッペンの気候区分」で有名なロシア出身のドイツ人気象学者ウラジミール・ペーター・ケッペン。日本では英語読みでアルフレッド・ウェゲナーとも表記される。

## 概略
ヴェーゲナーは、牧師のリヒャルト・ヴェーゲナーと妻アンナの間に生まれた5人の子の末っ子だった。5人のうち2人は子どものうちに亡くなっていた。
当初ハイデルベルグとインスブルックの大学に学び、天文学を専攻していたが、極地探検にあこがれて気象学も学ぶ。ベルリン大学で天文学の博士号を取得したあと、兄のいた航空気象台に助手として雇われる。
そこで気球を用いた高層気象観測や天文観測の先駆的研究に携わった。1906年には科学者の兄クルトとともに気球に乗って滞空コンテストに参加し、当時の最長滞空の世界最高記録である52.5時間を達成した。
同年、デンマーク探検隊の遠征に応募し、グリーンランドに2年間滞在した。これがヴェーゲナーの5度にわたるグリーンランド探検の最初である。滞在中、北東岸の地図作りの手伝いをしたり、多くの極地気象のデータを収集した。とくに極地での気球による上層大気の調査はこれが初めてであったため、気象学者の注目を集めた（それをきっかけにケッペンと親しくなり、のちに彼の娘と結婚する）。
1910年、世界地図（イギリスが中心に描かれているもの）を見て、南大西洋を挟んで、南アメリカ大陸の東海岸線とアフリカ大陸の西海岸線がよく似ていることに気づいた。これが大陸移動のアイデアの元となった。
1912年にフランクフルトで開かれたドイツ地質学会で初めて大陸移動説を発表した。
1914年、第一次世界大戦が始まり陸軍中尉の任務につくが、二度目に負傷したとき心臓の悪いことが判ったため、後方にまわって気象調査の任務を与えられた。この間に大陸移動説を研究し執筆をすすめる。
1915年にその主著『大陸と海洋の起源』の中で、地質学・古生物学・古気候学などの資料を元にして、中生代には大西洋は存在せず、現在は大西洋をはさむ四大陸が分離して移動を開始、大西洋ができたとする「大陸移動説」を主張した。ヴェーゲナーの専門は気象学であり、地質学は専門外である上、当時の地質学は今日では古典的とされる化石の研究や同一地点の地層の重なりを調べる層序学を主流の手法としており、彼の主張は全く認められなかった。1919年に義父ケッペンの後任としてハンブルクの海洋観測所気象研究部門長となり、『大陸と海洋の起源』第2版を出した。ケッペンも古気候学者として協力し、1922年には第3版が出版された。
1929年には『大陸と海洋の起源』の第4版（最終版である第5版はヴェーゲナーの死去により未出版）において、南北アメリカ大陸だけでなく、こんにち存在するすべての大陸は1つの巨大大陸「パンゲア」であったが、約2億年前に分裂して別々に漂流し、現在の位置および形状に至ったとする説を発表した。各大陸の岩石の連続性や氷河の痕跡、石炭層や古生物の分布などから漂流前の北アメリカとユーラシア大陸が1つのローラシア大陸であったこと、南アメリカとアフリカがゴンドワナ大陸であったことを説いた。しかし当時の地質学者たちは化石に基づく研究から彼が主張する大陸移動の根拠を「陸橋説」で説明し、「大陸は沈む事はあっても動くことはない」（現在では誤りと判明）として批判した。特に大陸移動の原動力をうまく説明できなかったヴェーゲナーの説は、またも完全に否定された。第4版ではマントル対流に言及したが、大陸移動の原動力と彼自身が気づかなかったのである。
気象学分野では大気熱力学で業績をあげたものの、彼はそれでは満足せず、大陸移動説の根拠を探すために自身を隊長として5度目のグリーンランド探査を行なった。（当時の年代推定の不確かさから、グリーンランドが西に移動する速度は現在考えられている年数センチメートルよりずっと大きい30メートルとヴェーゲナーは推定しており、正確な経度測定で移動が検出できると考えた）　1930年11月1日、ちょうど50歳の誕生日に、ヴェーゲナーはグリーンランド人のビルムセン（Rasmus Villumsen）と2人で、補給物資を持って400kmはなれた西岸基地へ戻るため、雪嵐の中を出発した。しかし悪天候のために2人は遭難し、基地へ帰りつくことはできなかった。翌年5月12日になってから、捜索隊が基地から190kmの地点で立てられたスキーの下にヴェーゲナーの遺体を発見した。ヴェーゲナーは（おそらく過労による）心臓発作か何かで死亡し、ビルムセンは彼の遺体を埋葬した後に1人で基地に向かったと考えられている。しかしビルムセンもその後遭難し、また彼がヴェーゲナーの日記を持ち去ったために遭難当時の詳しい様子もわかっていない。墓標には「偉大なる気象学者であった」と記されているが、大陸移動説については何も触れられていない。

## 大陸移動説その後
ヴェーゲナーがグリーンランドの氷河に消えてから約30年後の1950年代 - 1960年代に、大陸移動の原動力をマントル対流とする仮説が唱えられ、さらに岩石に残された過去の地磁気の調査（古地磁気学）によって「大陸が移動した」と考えなければ説明できない事実が判明したことから、大陸移動説は息を吹き返した。その後、これを発展させる形で地殻変動を総合的に説明できる説としてプレートテクトニクス理論が提唱され、ヴェーゲナーの大陸移動は「古くて最も新しい地質学」として再評価され、現在では高く評価されている。

## 日本での紹介
日本での紹介は戦前からおこなわれていた。ただし、この時代には「異端の説」という扱いであった。その時期にこの説を取り上げたものの一つに手塚治虫の漫画『ジャングル大帝』（1950年 - 1954年）がある。同作品のクライマックスは、大陸移動説の証拠となる石を発見するための登山であった。
その後、日本では1960年代になって、主に地球物理学系の学者によって上記のマントル対流とともに紹介され、1970年代には小学生向けの科学読み物にも取り上げられるなど、広く知られるようになった。特に1973年に小松左京が発表した小説『日本沈没』と同年公開のその映画版は、この説を普及させる上で大きな役割を果たした。1980年-2001年には、光村図書出版の小学5年生の国語教科書で、「大陸は動いている」（竹内均）、「大陸は動く」（大竹政和）として掲載された。
ただし、地球物理学系の学者と地質学系の学者の間でこの説の受容に差があり、1980年代までの高等学校の地学の教科書では出版社によって扱いに違いがあった。日本列島の形成史という地球規模ではミクロに属する領域までも大陸移動とプレート説による説明が日本で定着したのは、付加体説が受容された1990年前後のことである。